# 香蘭女学校中等科・高等科
香蘭女学校中等科・高等科（こうらんじょがっこうちゅうとうか・こうとうか、英: St.Hilda's Schoolは、東京都品川区旗の台六丁目に所在し、完全中高一貫教育を提供する私立女子中学校・高等学校。キリスト教日本聖公会系（アングリカン・チャーチ）のミッションスクール。1学年176名程度である。
同じ日本聖公会である立教大学への関係校推薦がある。

## 概要
英国国教会から派遣された英国聖公会の第2代日本主教エドワード・ビカステスにより1888年（明治21年）4月、麻布区永坂1番地に開校。1890年には小学科などが置かれていたが、現在は中高のみである。
1912年（大正元年）9月19日、芝区白金三光町360番地（山地元治将軍邸跡）に移転する。この日を創立記念日としている。
生徒数増加により、1941年（昭和16年）3月、現校地である荏原区平塚7丁目1046番地（現：旗の台。実業家伊藤幸次郎邸宅跡）に香蘭女学校は移転した。
1965年（昭和40年）9月、校名を香蘭中学校・高等学校から香蘭女学校中学校・高等学校に、2008年（平成20年）4月、校名を香蘭女学校中等科・高等科に改める。
校名に「女学校」を冠する、現在では数少ない学校である。1920年（大正9年）に日本女子補導団東京第一組が創設され、これは日本におけるガールスカウト発祥の地である。現在でも部活で「ガールスカウト東京1団」として、スカウト活動ができる。
完全中高一貫校である。同じ日本聖公会系である立教大学に160名の関係校推薦がある。

## 教育方針
過度に熱心な信仰ではなく理性的で良識と伝統の価値を重んじている。
日本古来の女性が持つ固有の文化を重んじキリスト教倫理によってそれらを高め、豊かな教養と品性を養うことを教育理念としている。いわゆる「和魂洋才」をしっかりとしたキリスト教の倫理を基にして育む女子教育を行っている。

## 象徴

### 校名の由来
香蘭女学校の「香蘭」は、『孔子家語』六本の「芝蘭の交わり」の節が由来とされている。
| 「                                        | 与善人居 如入芝蘭之室 久而不聞其香 即与之化 | 」 |
| —『孔子家語』六本（「芝蘭の交わり」より） |                                             |    |

芝蘭とは、霊芝と蕑（ふじばかま）（蘭）のことであり、めでたい草と香りの良い草を意味するが、優れたものや人の喩えにもされる。これは、芳香の漂う芝蘭を飾る部屋に入ると、いつの間にかその良い香りが染みつくのと同じように、校名には、よい人と共に過ごすことで良い影響を受け、その立ち振る舞いや価値観などを香りが立つごとくその身にまとって欲しい、という願いが込められている。
また、香蘭女学校の欧名St. Hilda’s Schoolは、守護聖人聖ヒルダの名に因んでつけられたものである。11月17日を聖ヒルダの日と定めている。そして、ヒルダ祭、ヒルダ賞、聖ヒルダ記念館など、学校の大切な行事や建物の名称には聖ヒルダの名を冠し、聖ヒルダの名に恥じない良き学びと交わりの場となることを願っている。

### 制服

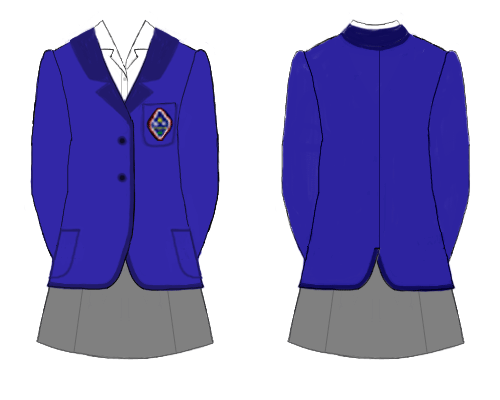
旧制服

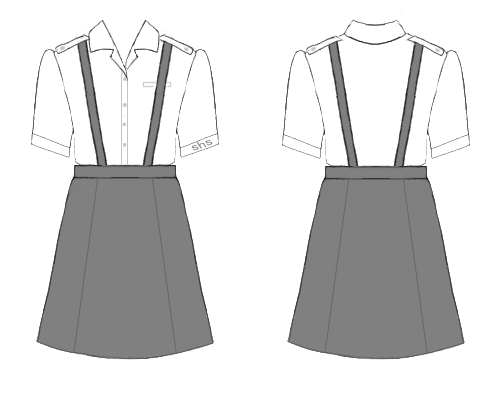
旧制服の吊りスカート

イギリスの学生服を参考に1963年、明紺色のブレザーと、明灰色のセミタイトシルエットの吊りスカートが一貫して制服として制定された。
この学校の制服は、他校に先駆けて、最初から[ブレザー]の胸にエンブレムの[ワッペン]を取り付けたのが特徴的で、これはブレザーのデザインを変更した現在も健在である。
しかし近年、その吊りスカートを目的とした変質者によるストーカー行為、制服の吊りスカートの盗難などが相次いだため、2003年4月の制服更新時から吊りスカートは廃止になり、一般的な吊りの無い箱襞スカートに変更された。その際、上着のポケットがフタ付きになったり、ブラウスも開衿を廃止したりする等、若干変更されている。また、同時期に明紺色のベストやピー・コートも追加採用されている。2011年からベストの素材が新しくなった。
2022年から同様のデザインであるがモデルチェンジを行い、スラックス、夏服にはグレーのワンピースの追加が行われた。
フライフロントのブラウスの前立て部分には、SHSの縫い取りがある。また靴下はハイソックスで、夏は白色、冬は灰色でやはりSHSの縫い取りがある。
この他鉄紺色の肩掛け指定鞄、SHSの紺のセーターも使用される。革靴は黒色が推奨される。
マフラーや傘、キーホルダーなどは自由である。

### 校歌
1910年の火災で校舎が全焼し、一時なくなったが、卒業生の協力により復活した。
戦前は4番まであったが、国の考え方が変わったために3番の歌詞がなくなり、代わりに4番として歌われていた歌詞を現在の3番にした。
2011年、創立記念日に歌うお祝いの歌の歌詞が見つかったが、曲が見つからないため作曲を生徒から募集。

## 校則
携帯電話の持込は禁止であるが、東日本大震災以降、許可をとれば持込が許される。なお、校内や通学中での無断使用が発覚した際には没収され、保護者が学校まで取りに来る必要がある。

## 課業
以前に7時間授業にして土曜日を休みにしたが生徒からの評判が悪かったため今まで通り、6時間授業土曜日ありに戻した。

## 施設

### 校内施設
- 講堂
  - 1983年竣工。1200名収容可能。礼拝堂としてだけでなく、音楽や演劇、講演会の場として活用される。講堂の建物の3階には、音楽室・アートルーム・被服室が2つずつ、またそれぞれの準備室がある。

- 本館
  - 1977年竣工。設計は内井昭蔵。3階建。レンガの校舎と木々の緑との調和が美しい。以後香蘭女学校の校舎の設計は、すべて内井昭蔵氏の手によって行われてきた。
  - 中等科と高等科1・2年の普通教室がある。その他に、メディアルーム、その準備室、中央教室、保健室、生徒会室、生徒集会室、給湯室などがあり、また文房具や生徒の昼食を販売している売店もこの本館1階にある。
  - 2009年4月には、生徒が語らうサロンとして生徒ホールが完成した。生徒が出入りするエントランスホールと管理棟の間のパティオと呼ばれる広場には、大きな「くすのき」が立ち、生徒の憩いの場になっている。
  - エントランスホールに飾ってある赤い大きな絵は、本校卒業生の洋画家島田鮎子から寄贈されたものである。

- 東館
  - 1972年竣工。高等科3年生の普通教室と、化学・物理・生物の各実験室・準備室、および英語教室がある。
  - 2004年夏には本格的な耐震工事が実施されている。

- 南館
  - 1997年竣工。円筒形の独特の形をしている。2・3階の二層になっている図書室、2つの調理室、オーキッドホールと呼ばれる多目的ホール、第一視聴覚室、および英会話や高等学校の選択授業などに使う3つの小教室などが設置されている。
  - 図書室の蔵書は6万冊近く。

- 聖ヒルダ記念館
  - 1990年、創立100周年記念事業として竣工。公道を隔てて本館の北側に所在する。第二視聴覚室、情報処理室（コンピューター室）、ヒルダ館2階教室、和室、茶室、父母の会室などがある。また、外国人講師の校宅2棟が併設されている。校友会（卒業生の同窓会）の活動の拠点である事務所も設置されている。

- ビカステス記念館
  - 2005年竣工。英国風建築。八角形のサロンと、チャプレン室・面談室から構成されている。サロンには、このビカステス記念館のために特別に作られた、ピアノの前身楽器であるチェンバロが据えられ、周囲の庭園は本格的イングリッシュ・ガーデンとして整備されている。キリスト教センターがここに置かれ、チャプレンや専門の担当者が生徒の相談に乗れるようになっている。
  - ビカステス記念館は、日本建築美術工芸協会賞である第15回AACA賞奨励賞を受賞した。

- 芝蘭庵
  - 2005年竣工。創立以来香蘭女学校が大切にしてきた日本文化の教育の象徴として、また以前この土地に住んでいた実業家伊藤幸次郎が1919年ここに建てた茶室「寸心庵」の再構の意味も兼ねて本格的茶室として造られた。香蘭女学校の名前の由来である「善人と居るは芝蘭の室に入るが如し、久しくしてその香を聞かず、即ち之と化すなり」という孔子の家語から、裏千家御家元・千宗室宗匠によって庵号が命名された。扁額「芝蘭庵」と床に架けられたお軸「如入芝蘭之室」も御家元・千宗室宗匠の揮毫によるものである。
  - 周囲の日本庭園も本格的に整備されたこの芝蘭庵は、日本建築美術工芸協会賞である第15回AACA賞奨励賞を受賞した。

- 体育館棟
  - 2008年12月、創立120周年記念事業として竣工。バレーボール、バスケットボールなどができるアリーナが地下2階から地上1階までの吹き抜けで造られ、また一学年が全員で使える更衣室も完備している。2階東半分の小ホール「タナーホール」は、自動出入式階段状椅子、わたしはぶどうの木、あなたがたはその枝である（ヨハネによる福音書第15章5節）を描いたステンドグラス、そしてカンタベリー十字架が掲げられ、小礼拝堂・小講堂・小体育館として利用されている。2階西半分は天然芝の屋上庭園「Floral Garden」と回廊・ベンチ、北西端には鐘楼「シャロームの鐘」が設けられ、8時と17時15分に鳴る。

- 校庭
  - 約2000m2。2003年夏に、それまでのコンクリートから最新の砂入り人工芝に造り替えられた。排水機能が高く、安全性にも優れた作りになっている。テニスコートのほか、陸上競技用のトラックも整備されている。

- 築山
  - 伊藤幸次郎邸宅であった当時からあった築山と池、小川が、学校の自然の宝庫として大切に守られている。

- 管理棟
  - 1978年に本館の一部として竣工。校長室、理事室、事務所、校務員室、会議室、応接室、放送室、印刷室、教務部室、生徒部室、教員室、進路指導室、自習室などがある。外部からの受付はこの管理棟の1階にある。

- 西のお庭
  - 2016年に校地の一部となった場所を「西のお庭」と呼んでいる。南側半分には果樹が植えられ、北側半分には生徒たちの手によって野菜が植えられている。とうもろこし・枝豆・トマト・なす・さつまいも・ハーブ・じゃがいも・藍などを栽培している。

### 郊外施設
- 清香寮（北軽井沢山荘）
  - 1959年7月竣工。土地2000坪。別館3棟も含め130余坪。90名の収容が可能。
  - 木をふんだんに使った建物は中等科の山荘生活に使われ始め、以後60年近く自分達の手で維持されてきた。建物の管理、掃除や食事等、寮の運営全てを自分達で行う学校は現在では稀である。
  - 現在は中等科1年生がクラス単位で2泊3日の山荘生活を送り、校外活動プログラムでも北軽井沢自然教室として学年を超えて山荘での交流を深めている。
  - 2011年の東日本大震災後、耐震工事が行われた。

## 学校行事
- 4月 入学式・学年別研修（遠足）
- 5月 運動会（学年対抗、非公開）
- 9月 創立記念礼拝
- 10月初め ヒルダ祭（2日間、男子禁制）
- 11月23日 バザー（チケット200円）
- 12月 クリスマス礼拝
- 2月1日、2日 中学入試
- 3月 卒業式

学年別研修は2010年までは遠足であったが、2011年から学年別研修に名前（不詳）が変わった。

## 入試
中学入試のみである。2018年入試以前は2月1日午前に一度だけ行われていたが、2019年入試から2月2日午後にも実施されるように変わった。2月1日の試験は2科目受験か4科目受験かを選択できるが、2月2日の試験は2科目受験のみ。2018年入試以前は面接試験もあり、2009年入試からグループ面接になった。面接は合否に影響することがない。合格発表は試験日当日21時からネット発表。

## 交通
- 東急電鉄（大井町線・池上線）旗の台駅徒歩5分

## 沿革
- 1887年（明治20年） - 香蘭女学校設置願いを提出し認可される。
- 1888年（明治21年）
  - イギリス国教会の宣教師で日本主教のエドワード・ビカステスにより創立。初代校長今井寿道が就任する。校舎はジョサイア・コンドル設計。
  - アレクサンダー・クロフト・ショーの斡旋により、英子セオドラ尾崎（尾崎行雄の後妻）が助教師となる[4]。
- 1901年（明治34年）10月 - エリザベス・フィリップス・ヒュースが講演を行う[5]。
- 1902年（明治35年）3月 - ヒュース女史が運動場や教室の拡張、教授法改良等で助言する[5]。
- 1910年（明治43年） - 火災によって校舎を焼失
- 1912年（大正元年） - 芝区白金三光町360番地に新校舎を建設する。
- 1920年（大正9年） - 日本女子補導団東京第一組が創設される（日本におけるガールスカウト発祥）。
- 1929年（昭和4年） - イギリス王族のグロスター公ヘンリーが訪問。
- 1941年（昭和16年） - 現在地に移転。
- 1945年（昭和20年） - 5月24日、空襲により校舎を焼失、九品仏浄真寺にて授業を行う
- 1948年（昭和23年） - 焼失した校舎を再建
- 1949年（昭和24年） - 校名を香蘭中学校・高等学校として中等部と高等部に分かれる
- 1959年（昭和34年） - 北軽井沢の山荘「清香寮」が完成する。
- 1963年（昭和38年） - 制服が制定される
- 1965年（昭和40年） - 校名を香蘭女学校中学校・高等学校とする
- 2004年（平成16年） - クライスト・チャーチ・エピスコパル・スクール (Christ Church Episcopal School) との交換留学などの国際交流プログラムを開始する
- 2008年（平成20年） - 校名を「香蘭女学校中等科」「香蘭女学校高等科」に変更する。

## 著名な出身者
- 福澤八重（福澤諭吉の孫、福澤一太郎の二女、福澤駒吉の妻）
- 小泉とみ（小泉信三／慶應義塾元塾長の妻）
- バチェラー八重子（詩人）
- 辰巳浜子（料理研究家）
- 細川ちか子（女優）
- 吉野トヨ子（元陸上競技選手）
- 谷口恵美子（宗教家）
- 兼高かおる（ジャーナリスト）
- 黒柳徹子（女優、司会者、タレント、ユニセフ親善大使）
- 青山京子（元女優）
- カルメン・マキ（歌手）
- 和由布子（元女優）
- 上橋菜穂子（作家）
- 片桐はいり（女優）
- 荒多惠子（写真家）
- 大塚寧々（女優）
- 佐伯桃子（アナウンサー）
- 池谷麻依（元アナウンサー）
- 春風亭一花（落語家）
- 檀ひとみ（元宝塚歌劇団月組娘役）
- 華雅りりか（元宝塚歌劇団花組娘役）